# Clathria eccentrica
Clathria eccentrica är en svampdjursart som först beskrevs av Burton 1934.  Clathria eccentrica ingår i släktet Clathria och familjen Microcionidae. Inga underarter finns listade i Catalogue of Life.